# Yerma (filme)
Yerma é um filme de drama húngaro de 1984 dirigido e escrito por Imre Gyöngyössy, Barna Kabay e Federico García Lorca. Foi selecionado como representante da Hungria à edição do Oscar 1985, organizada pela Academia de Artes e Ciências Cinematográficas.

## Elenco
- Mareike Carrière - María
- Mathieu Carrière - Víctor
- Róbert Gergely - Leonardo
- Titusz Kovács - Juan
- Gudrun Landgrebe - Yerma
- Mária Sulyok - Dolores
- Hédi Temessy - Magdalena